# Euthygomphus yunnanensis
Euthygomphus yunnanensis – gatunek ważki z rodziny gadziogłówkowatych (Gomphidae). Znany tylko z okazów typowych zebranych w Wanding oraz pojedynczego okazu odłowionego w Menglun (oba te stanowiska znajdują się w prowincji Junnan w południowych Chinach).